# Elofsonella concinna
Elofsonella concinna is een mosselkreeftjessoort uit de familie van de Hemicytheridae. De wetenschappelijke naam van de soort is voor het eerst geldig gepubliceerd in 1857 door Jones.